# Marianne (Insel)
Marianne (engl. Marianne Island, franz. Île  Marianne) ist nach Frégate die zweitöstlichste Granitinsel der Seychellen.

## Geographie
Marianne liegt 3,5 km südöstlich von Félicité und rund 50 km nordöstlich von Mahé, der Hauptinsel der Seychellen. Die Insel ist vom Pointe aux Joncs im Norden bis zum Pointe Grand Glacis im Süden knapp zwei Kilometer lang. Bei einer maximalen Breite von 800 Metern hat sie eine Fläche von 0,963 km² (96,3 ha) und erreicht im Estel Hill eine Höhe von 130 m über dem Meer.

## Geschichte
Bei der Marion-Dufresne-Expedition 1768 wurde nur eine geringe Bewaldung der Insel festgestellt.
Zu Beginn des 19. Jahrhunderts wurde die Insel Privatbesitz, obwohl Wassermangel die Entwicklung behinderte. In den 1830er Jahren wurde Mais in größeren Mengen angebaut, und im frühen 20. Jahrhundert wurde eine Kokosplantage zur Kopra-Erzeugung angelegt, die bis in die 1970er Jahre bestand. Zu der Zeit hatte die Insel etwa 50 bis 60 Einwohner, die im Ort La Cour an der Westseite lebten.
Heute ist die Insel unbewohnt, wird jedoch regelmäßig von Touristen und Fischern aufgesucht.

## Tierwelt (Fauna)
Auf Marianne kommt der seltene Seychellen-Paradiesschnäpper (Terpsiphone corvina) vor, außerdem war die Insel Heimat des neuzeitlich ausgestorbenen Mariannebrillenvogels (Zosterops semiflavus). Auch kommen einige Gecko-Arten vor, darunter Phelsuma sundbergi ladiguensis sowie Phelsuma astriata semicarinata.